# Xyris indica
Xyris indica är en gräsväxtart som beskrevs av Carl von Linné. Xyris indica ingår i släktet Xyris och familjen Xyridaceae. IUCN kategoriserar arten globalt som livskraftig. Inga underarter finns listade i Catalogue of Life.

## Bildgalleri

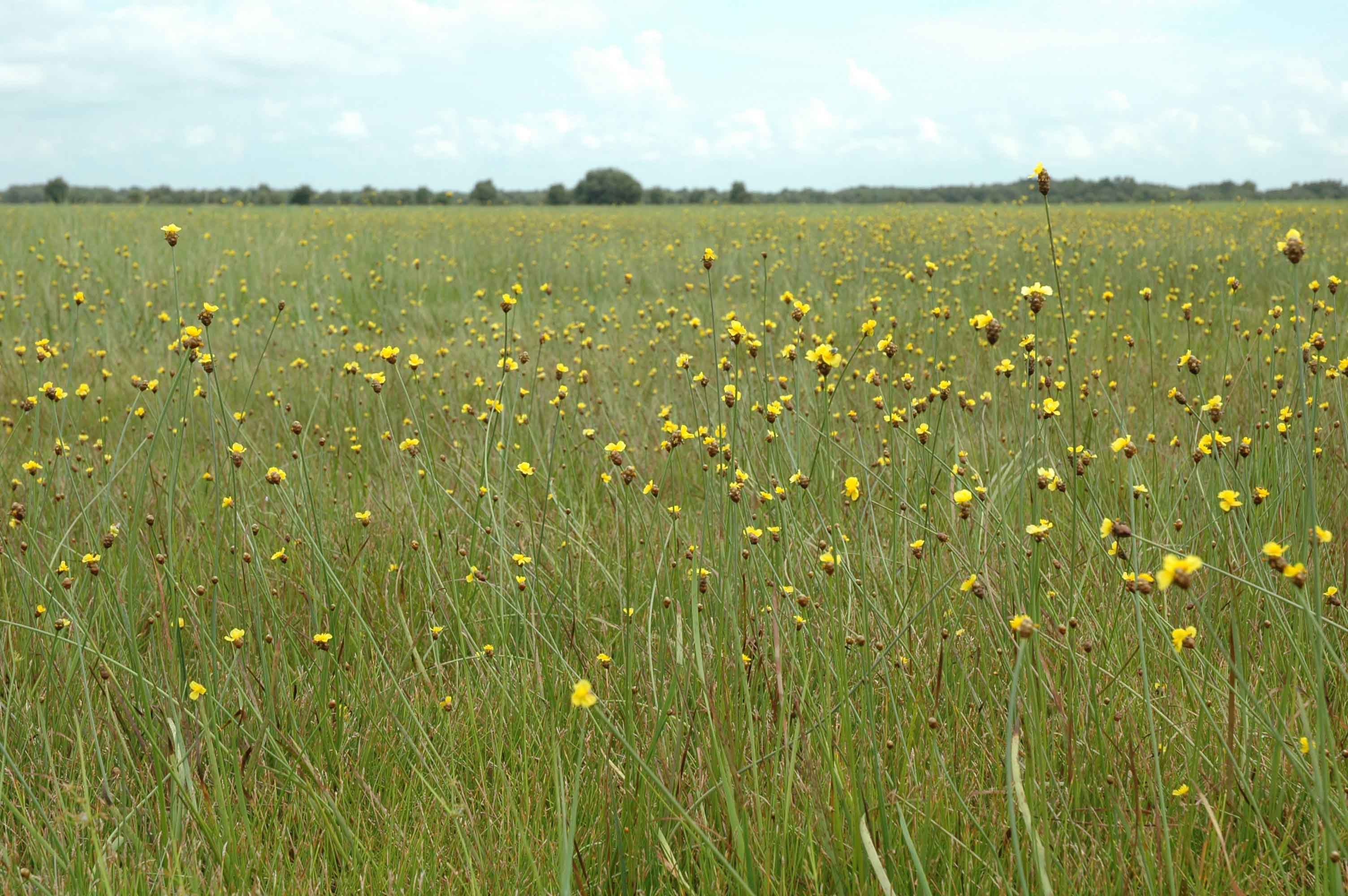
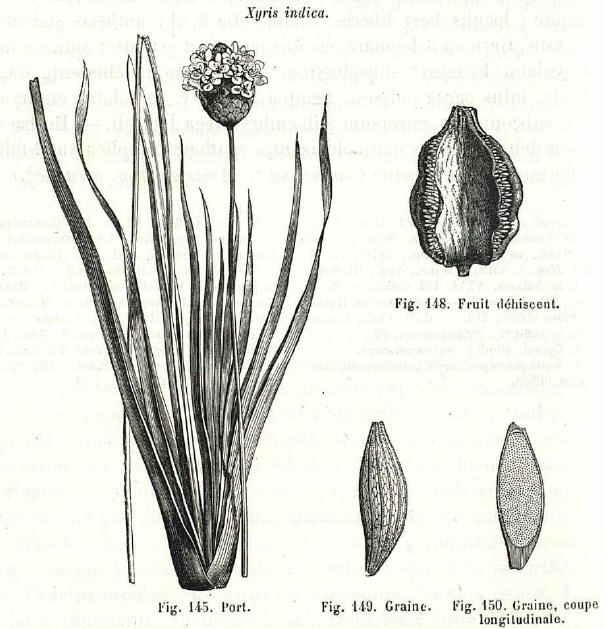